# Free Books
Free Books è stata una casa editrice italiana che pubblicava fumetti provenienti da tutto il mondo. La sua produzione comprendeva fumetti italiani, comics, fumetti sudamericani, manga, manhwa e manhua.
Nata dalle ceneri di una precedente esperienza dell'editore Adriano Cerboni, la Free Comics creata da Dario Maria Gulli, Free Books dal 2004 ha attuato una politica editoriale ad ampio spettro in ambito fumettistico pubblicando sin dall'inizio produzioni delle provenienze più disparate (italiane, statunitensi e sudamericane). Nel 2005 è nata Free Seishin, un'etichetta attraverso cui l'editore pubblica opere provenienti dall'estremo oriente (manga, manhwa e manhua).
Tra i principali titoli pubblicati Strangers in Paradise, l'ottava stagione di Buffy, Krazy Kat, Steve Canyon, L'età del bronzo e il bonellide L'Insonne.
Molte opere, soprattutto per quel che riguarda la Free Seishin, sono state nel corso degli anni interrotte, tra queste Mahoromatic, Kana e La condanna (in originale Tetragrammaton Labyrinth).
Nel 2004 la direzione editoriale è passata ad Andrea Materia che l'ha mantenuta (coordinando uno staff formato tra gli altri da Giuseppe Pollicelli, Francesco Spreafico, Michele Amadesi e Dario Mattaliano) fino al 2008. Dal 2009 il direttore editoriale è diventato Alessandro Bottero.
Nel 2014 la casa editrice è fallita.

## Opere pubblicate
- Maka-Maka: Love Sex Communication